# Dapanoptera virago
Dapanoptera virago är en tvåvingeart som först beskrevs av Alexander 1959.  Dapanoptera virago ingår i släktet Dapanoptera och familjen småharkrankar. Inga underarter finns listade i Catalogue of Life.